# Hidrografía de Argentina

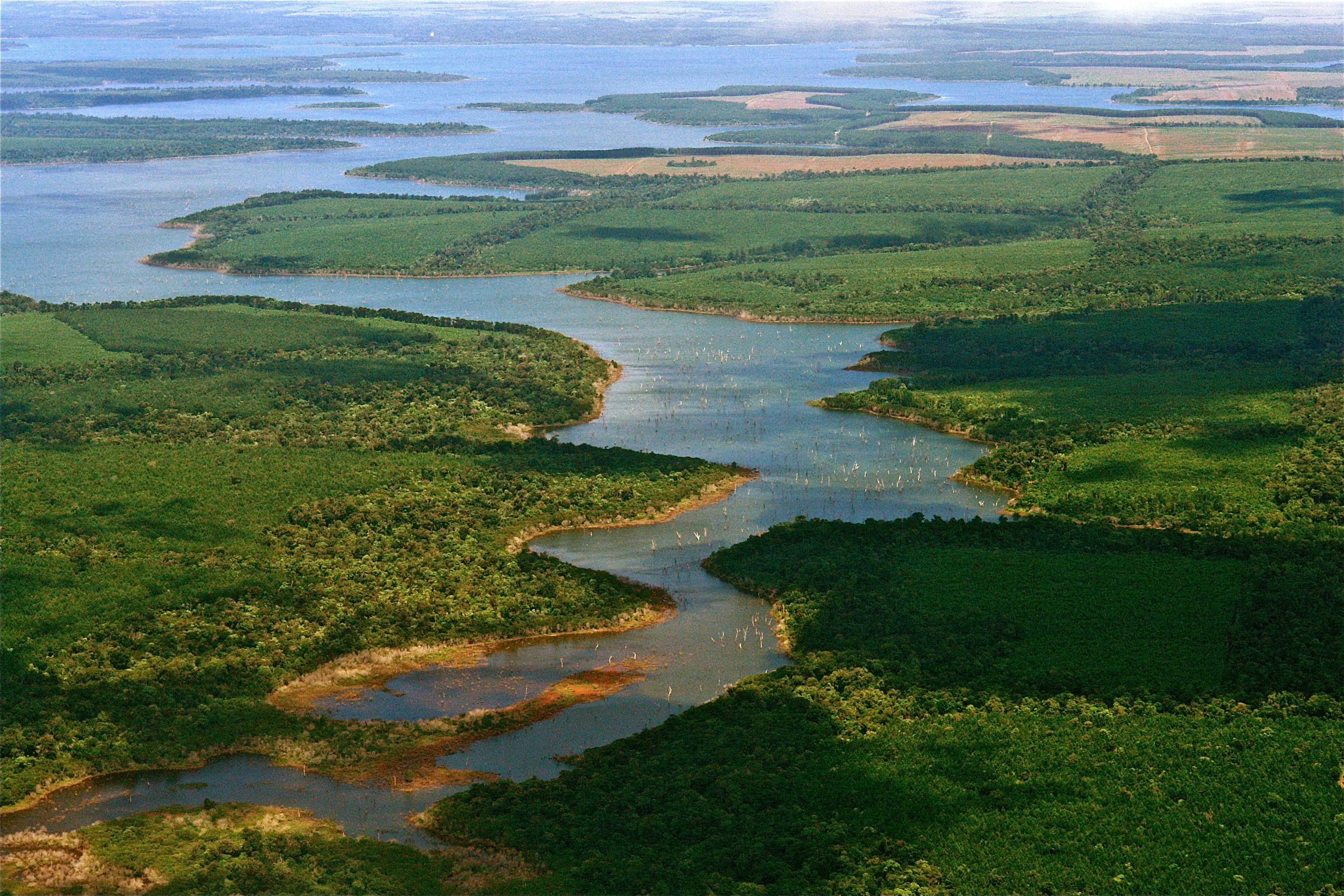
Vista aérea de los Esteros del Iberá.

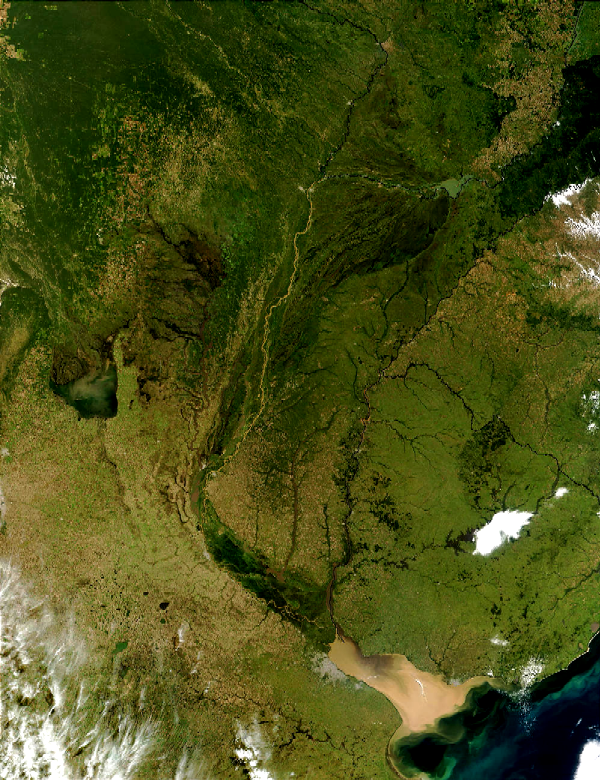
Vista satelital de la Cuenca del Plata.

La hidrografía de Argentina estudia los cuerpos de agua naturales del país, que incluyen ríos, lagos, humedales, campos de hielo y aguas subterráneas; además de los creados por la acción del hombre, como embalses y canales.
Los ríos argentinos se agrupan en tres cuencas o vertientes: los de la vertiente del Atlántico, que desaguan en el Mar Argentino, los de la vertiente del Pacífico y, por último, los pertenecientes a las diversas cuencas endorreicas del interior del país.

## Características
La vertiente del Atlántico es la más extensa y está compuesta por la Cuenca del Plata, el Sistema Patagónico y una serie de ríos menores en la provincia de Buenos Aires. La Cuenca del Plata es la más importante, culmina en el estuario del Río de la Plata y es desaguada por los ríos Paraná. (el más caudaloso y extenso del país), Uruguay y los diversos afluentes de estos, destacándose el Paraguay, el Pilcomayo, el Bermejo, el Río Salado (no el Iguazú). El sistema patagónico está formado por ríos alóctonos, alimentados por los deshielos de los Andes. Se destacan por su caudal el río Colorado, el Negro, el Chubut y el Santa Cruz.
La vertiente del Pacífico es la de menor extensión. Integrada por ríos cortos, alimentados por los deshielos y lluvias de los Andes Patagónicos como el Manso en Río Negro y el Río Futaleufú en Chubut.
En el centro y oeste del territorio hay varias cuencas endorreicas, compuestas por ríos de caudal variable que se pierden en el suelo por evaporación o infiltración o desaguan en lagunas interiores o salinas. Sobresalen la cuenca del Desaguadero, que agrupa a los ríos cuyanos, y la de la laguna cordobesa de Mar Chiquita (o Mar de Ansenuza), donde desembocan los ríos Dulce, Primero y Segundo.
Las cuencas lacustres argentinas se encuentran mayoritariamente en la Patagonia, como consecuencia de la acción glaciaria que las formó. Se destacan los lagos Nahuel Huapi, Viedma y Argentino. En la llanura chaco-pampeana hay gran cantidad de lagunas de agua dulce y salobre, y en el litoral zonas pantanosas como los esteros del Iberá. La laguna argentina más extensa es Mar Chiquita, en la provincia de Córdoba.
Los salares constituyen un caso especial de cuerpo de agua, ya que como producto de la evaporación pueden permanecer secos durante gran parte del año. Los más extensos se encuentran desde el centro oeste hasta el noroeste de Argentina.
Los embalses fueron construidos a partir de las primeras décadas del siglo XX. Existen en la actualidad unos 100 lagos artificiales de distintas superficies, destinados en general a la regulación de los caudales de los ríos, el riego y la generación de energía eléctrica.
Existen 23 humedales de importancia internacional, con una superficie total de más de 56 000 km², distribuidos en todo el territorio. Varios de ellos cuentan con cierto grado de protección, por coincidir o estar incluidos en parques nacionales o provinciales. Los humedales son importantes para la conservación de la biodiversidad, especialmente en regiones áridas o desérticas como la puna. En el caso de las aves, se estima que el 25% de las especies registradas en Argentina tiene algún grado de dependencia con el ambiente de los humedales.
Los recursos hídricos del país también incluyen los extensos glaciares muchos de ellos en campos de hielos que bajan desde los Andes como el Perito Moreno y en los territorios reclamados subantárticos y antárticos. El Instituto Argentino de Nivología, Glaciología y Ciencias Ambientales (IANIGLA) del CONICET ha relevado, «sin contar a los del sector antártico», 16 968 glaciares que abarcan unos 8484km².

Los glaciares son un componente central de los sistemas hídricos andinos y constituyen un gran conjunto de «embalses» naturales de agua dulce congelada durante todo el año. El hielo alimenta varias cuencas hídricas, incluso en sectores que de otro modo serían totalmente áridos, como es el caso de la región de los Andes desérticos, desde el centro al norte del país.
El sistema se completa con los extensos acuíferos, sistemas de importancia estratégica que en varios casos aún son objeto de investigación. Entre ellos se incluyen el Guaraní, un vasto reservorio de agua dulce subterránea compartida por Brasil, Argentina, Paraguay y Uruguay y el acuífero Toba, bajo las provincias de Salta, Jujuy, Tucumán, Formosa, Chaco y Santiago del Estero. Este último es parte de un sistema mayor transfronterizo, el acuífero Toba-Yrendá-Tarijeño, compartido por Paraguay, Argentina y Bolivia. El acuífero Puelche, ubicado bajo parte de las provincias de Santa Fe, Córdoba y Buenos Aires, incluyendo el área metropolitana, fue esencial para el desarrollo de la ciudad de Buenos Aires desde mediados del siglo XIX.
La existencia de vías navegables fluviales, —por ejemplo los ríos de la Plata, Paraná y Paraguay—, y las instalaciones portuarias asociadas, permitieron el desarrollo de diversos sectores de la economía.
Otros grandes ríos permitieron la construcción de embalses y centrales hidroeléctricas, como Yacyretá en el Paraná, Salto Grande en el Uruguay y El Chocón en el Limay. La capacidad instalada para la generación de energía eléctrica a partir del recurso hídrico alcanzó en 2017 11 101 MW, un tercio de la totalidad instalada en el país.

## Ríos
| Principales ríos de la Argentina                                    | Principales ríos de la Argentina |
| ------------------------------------------------------------------- | -------------------------------- |
|                                                                     |                                  |
| Nombre                                                              | Longitud (km)                    |
| Salado del Norte                                                    | 2355                             |
| Paraná                                                              | 1630                             |
| Uruguay                                                             | 1170                             |
| Colorado                                                            | 1140                             |
| Bermejo-Teuco                                                       | 1000                             |
| Pilcomayo                                                           | 850                              |
| Chubut                                                              | 810                              |
| Salado                                                              | 640                              |
| Negro                                                               | 635                              |
| Deseado                                                             | 615                              |
| Chico de Santa Cruz                                                 | 600                              |
| San Juan                                                            | 500                              |
| Mendoza                                                             | 400                              |
| Nota: todas las longitudes exclusivamente por territorio argentino. |                                  |

Dada la variedad de climas y latitudes del país, en Argentina hay ríos muy diferentes: en la zona nordeste son caudalosos, largos y navegables; al norte y oeste, son de escaso caudal; en el sur hay ríos de gran caudal cerca de los Andes, pero más pobres a medida que atraviesan la árida Patagonia. Desde el punto de vista de la evacuación de las aguas, hay varios tipos de cuencas:
- Cuencas exorreicas, que vierten al mar. Pertenecen a dos grupos principales:
  - Vertiente o pendiente del Atlántico, que comprende la mayor parte del país. Está formada a su vez por tres sistemas principales:
    - La parte argentina de la Cuenca del Plata, en la parte norte, constituida por las cuencas del río Paraná, del río Uruguay y el Río de la Plata. Es la mayor del país.
    - Los ríos de la parte central que vierten directamente al Atlántico, en su mayoría de la zona de Buenos Aires, hasta el río Colorado.
    - Los ríos patagónicos, que descienden desde los Andes, sin grandes afluentes y más o menos paralelos entre sí, desde el río Colorado hasta el río Grande de Tierra del Fuego.

  - Vertiente o pendiente del Pacífico, muy pequeña, formada por varias cuencas de ríos que cruzan los Andes hacia Chile:
- Cuencas endorreicas o internas. Hay tres zonas principales:
  - Cuenca central, formado por ríos de cuencas endorreicas o interiores que desagotan en lagunas o tierras pantanosas, o bien desaparecen de la superficie. Está formada por varios sistemas principales: el del río Desaguadero, el de la Mar Chiquita y el del río Quinto.
  - Cuenca de la Pampa. Corresponde a la región natural de la llanura pampeana y está compuesta por unos 20 ríos de escasa importancia, siendo el más destacado el río Salado del Sur (640 km). En esta cuenca hay muchas zonas deprimidas, con pequeñas cuencas endorreicas e incluso varias zonas arreicas.
  - Cuenca Andina, formada por los ríos que nacen en la cordillera que, salvo excepciones, se pierden en lagos, lagunas o esteros.
- Cuencas arreicas, que carecen de cursos de agua o en las que es muy difícil determinar la divisoria de agua debido a su lento escurrimiento. Las más conocidas son las de las zonas semiáridas de las provincias del Chaco y La Pampa, así como también las mesetas patagónicas del origen basáltico y la Puna en el Noroeste.

### Vertiente del Pacífico
Los ríos de la pendiente del Pacífico son muy pocos, aunque muy caudalosos, y se circunscriben a ríos de los Andes patagónicos, siendo los más importantes el Hua Hum, Manso, Futaleufú, Mayel, y Fagnano, este último en Tierra del Fuego.

### Cuencas endorreicas
En la parte central hay muchos cursos de agua que no vierten sus aguas hacia el mar, sino que lo hacen en pequeños lagos y en algunos casos en zonas desérticas en las que los ríos acaban finalmente desapareciendo. Hay tres sistemas principales:
- El sistema del río Desaguadero, que sirve para el avenamiento de los valles de los Andes centrales y otras sierras de San Juan, Mendoza y el noroeste de La Rioja, siendo afluentes de este río (que recibe a su vez distintos nombres en sus varios tramos), el río Jáchal, el río San Juan, el río Mendoza, el Tunuyán, el río Diamante y el río Atuel. Antes de que se construyeran presas y embalses en estos ríos para producir energía hidroeléctrica y como fuente de regadío en esta árida región, el río Desaguadero afluía en un importante sistema lacunar que fue casi totalmente desecado en el siglo XX: las Lagunas de Guanacache. El río aportaba agua a la laguna del Bebedero (ahora transformada en las salinas del Bebedero) y luego formaba, junto al río Atuel, los bañados del Atuel. Continuaba más allá de la laguna Urre Lauquen, comunicándose a través del río Curacó con el río Colorado, alcanzado sus aguas así el mar Argentino.
- El sistema de la gran laguna salada de Mar Chiquita, en la provincia de Córdoba, recibe las aguas del río Dulce (cuyas aguas bajan de las cumbres Calchaquíes y atraviesan Santiago del Estero), del río Primero o Suquía y del río Segundo o Xanaes (340 km), que sirven de desagüe del noreste de las sierras de Córdoba. La laguna Mar Chiquita, de aguas saladas, se comunica, de manera subterránea (al parecer formando parte del Acuífero Guaraní), con las aguas atlánticas, a más de 900 km de distancia.
- El sistema del río Quinto, que nace en la sierra de San Luis y se pierde en una serie de esteros y pantanos en el sur de la provincia de Córdoba, donde las aguas se comunican, de manera subterránea, con las fuentes del río Salado (Buenos Aires), aunque en períodos húmedos el río Quinto, tras un sinuoso y prolongado recorrido, alcanza superficialmente al río Salado bonaerense, motivo por el cual el río Quinto llega a ser afluente de la cuenca del Plata.

### Cuenca del Plata
La pendiente atlántica está dominada por el sistema fluvial Paraná-Plata, que drena la parte norte del país. Es la parte argentina de la Cuenca del Plata, la segunda cuenca por superficie de América del Sur (tras la del río Amazonas), que además comprende tierras brasileñas, bolivianas, paraguayas y uruguayas. Tres son sus colectores principales, los ríos Paraná, Paraguay y Uruguay, navegables en buena parte de su recorrido, y los tres son ríos argentinos: el río Uruguay y el río Paraguay forman parte de sus fronteras naturales y el río Paraná discurre en su tramo final por territorio argentino. Tras la confluencia del río Paraná y el río Uruguay, en el delta del Paraná, toda la cuenca vierte sus aguas en el río de la Plata, un largo estuario de 290 km de longitud, localizado entre Argentina y Uruguay, en el que vierten, además, otros ríos menores, como el río Salado, que recoge las aguas de Buenos Aires. Esta cuenca es la cuenca principal y más caudalosa del país y forma parte del sistema de carga y descarga del gigantesco acuífero guaraní y en menor medida del acuífero Puelche.
- Río Paraná: nace en Brasil y tiene una longitud total de 3.940 km, se adentra en territorio argentino como frontera entre Misiones y Paraguay con una dirección nordeste sudoeste, hasta su confluencia con el río Paraguay. Este tramo, el alto Paraná, lleva un caudal aproximado de 11.800 m³/s, y está endicado a la altura de la isla de Yaciretá, en la represa de su nombre. El río Paraná, desde su confluencia con el río Paraguay, en el tramo denominado Paraná medio, discurre entre una costa alta con barrancos (en su margen izquierda hasta Diamante (Entre Ríos) y a su derecha hasta el Río de la Plata) y la otra baja y anegadiza; y su caudal disminuye desde los 15.862 m³/s en Paso de la Patria (Corrientes), a 13.438 m³/s en Paraná. En este tramo, el río Paraná recibe como afluentes, entre otros, por su margen izquierda, al río Corrientes, desagüe de los esteros del Iberá y por su margen derecha, al río Salado, que nace en Salta de los numerosos ríos que desaguan los valles de las sierras subandinas y tiene una longitud total de 2.355 km.
- El Paraná inferior, entre Diamante y el río de la Plata, se divide en varios brazos entre las islas que conforman el delta del Paraná, siendo los más importantes el Paraná Pavón —que al recibir por margen izquierda al río Gualeguay, se convierte en río Ibicuy—, el Paraná Guazú y el Paraná de las Palmas, el principal. En este tramo tiene un caudal de aproximadamente 14.500 m³/s, y recibe como afluente el río Carcarañá, nacido de la confluencia de los ríos Tercero o Ctalamochita y río Cuarto o Chocancharava, que sirve de desagüe a la parte sur de las sierras de Córdoba.
- Río Paraguay. También nace en Brasil, en el Matto Grosso brasileño y tiene una longitud total de 2.550 km y un caudal de 2.940 m³/s, fuerza al Paraná a un brusco cambio de dirección a favor de su propio discurrir, norte sur. El río Paraguay, que forma la frontera entre el Paraguay y las provincias de Formosa y Chaco, recibe en su margen derecha al río Pilcomayo —que nace en Bolivia y tiene una longitud total de 2.500 km y forma la frontera natural entre Formosa y Paraguay, con un caudal de 167 m³/s, que pierde parte en su curso a causa de esteros y canales artificiales— y al río Bermejo —que nace de la confluencia de otros dos ríos en Salta, tiene una longitud total de 1.050 km y sufre de los mismos problemas de disminución de caudal, en el tramo denominado como río Teuco.
- Río Uruguay (1.770 km de longitud), que nace en las sierras brasileñas de Santa Catarina, forma la frontera entre Misiones y Río Grande del Sur, Brasil; entre Corrientes con Río Grande del Sur y Uruguay; y entre Entre Ríos y Uruguay. El Uruguay, en su curso argentino, recibe a los ríos Aguapey, Miriñay, Mocoretá y Gualeguaychú, antes de verter sus aguas en el río de la Plata. Al norte de la ciudad entrerriana de Concordia se construyó la Represa de Salto Grande que embalsa las aguas del río produciendo electricidad.

### Cuenca Andina
Está formada por los ríos que nacen en la cordillera que, salvo excepciones, se pierden en lagos, lagunas o esteros. El más importante es el río Dulce o Salí, que en su curso alto nace como río Tala, luego se llama río Hondo al internarse en Santiago del Estero, y muere con el nombre de río Saladillo, al norte de la provincia de Córdoba, en las lagunas saladas de Porongos. Le siguen en importancia el río Abaucán o Colorado del Norte, que riega las tierras de Catamarca y La Rioja, y el río Bermejo o Vinchina, que desaparece en tierras de San Juan. En esta cuenca andina únicamente dos ríos de importancia llegan al Atlántico: el río Grande de Jujuy y el río Salado del Norte.

### Cuenca de la Patagonia
Está formada por una serie de ríos sin grandes afluentes, más o menos paralelos entre sí, que descienden desde los Andes y van a parar al Atlántico, desde el río Colorado hasta el río Grande de Tierra del Fuego. Son ríos alóctonos, que no reciben ningún afluente en su curso medio e inferior y su caudal proviene de sus fuentes. Por la acción dominante de las mareas del Atlántico no logran formar estuario en su desembocadura, sino rías. Todos los ríos patagónicos tienen dos periodos de crecida dos veces al año: una en invierno, por efecto de las lluvias; y otra, en primavera, por el deshielo de las nieves. En otoño es cuando experimentan su periodo de mínimo caudal. Los más importantes son los siguientes:
- Río Colorado. Con una longitud de 1114 km, nace de la confluencia de los ríos Barrancas y Grande, en las estribaciones de los Andes patagónicos y recibe las aguas del río Curacó, —nombre local del último tramo del río Desaguadero—, en la zona de la reserva natural Pichi Mahuida. Está embalsado en los diques Los Divisaderos y Casa de Piedra y corre en un valle encajonado.
- Río Chubut. Con 810 km, discurre por la meseta central patagónica, y en su confluencia con el río Chico se ha levantado el dique Florentino Ameghino, que beneficia a las poblaciones situadas a lo largo de su curso, en especial a las ciudades de Gaimán, Trelew y Rawson. El río Chico, actualmente seco, el cual a su vez servía de desagüe a la cuenca endorreica del río Senguerr (340 km) y el lago Musters y el lago Colhué Huapi.
- Río Negro (730 km). Es el río más importante de la Patagonia, y nace en la confluencia del río Neuquén y el río Limay. Discurre por la meseta por un fértil valle encajonado, cuya anchura media es de unos 15 km, y en cuyas márgenes se escalonan tres niveles de terrazas. En la parte más ancha, su cauce encierra la isla Grande de Choele Choel. Está embalsado en varias presas, entre las que sobresale El Chocón y se realizó un canal artificial que lleva parte de sus aguas hasta la bahía de San Antonio.
- Río Santa Cruz (385 km). Nace en el lago Argentino, que a su vez conecta con el lago Viedma. Pese a su importante caudal, la velocidad de su curso y los afloramientos rocosos de su lecho impiden la navegación normal.

Otros ríos de esta cuenca son el río Coyle o Coig y el río Gallegos (300 km), que discurren desde los lagos y glaciares del sur de Santa Cruz, glaciares que integran los extensos campos de hielo continental; el río Deseado (615 km), un antiguo emisario del lago Buenos Aires; y el río Chico de Santa Cruz (600 km).

## Lagos
Hay un gran número de lagos y lagunas, que se localizan en dos grandes zonas: lagos montañosos de los Andes y las lagunas y pantanos de las llanuras. Los principales lagos de Argentina son:
| Nombre                            | Provincia                                  | Superficie (km²) | Notas                                        |
| --------------------------------- | ------------------------------------------ | ---------------- | -------------------------------------------- |
| Laguna Mar Chiquita               | Provincia de Córdoba y Santiago del Estero | 6000 km²         |                                              |
| Lago Argentino                    | Provincia de Santa Cruz                    | 1466 km²         |                                              |
| Lago Viedma                       | Provincia de Santa Cruz                    | 1088 km²         |                                              |
| Lago Buenos Aires/General Carrera | Provincia de Santa Cruz                    | 971,8 km²        | Compartido con Chile (sup. total 1850 km²).  |
| Lago Colhué Huapi                 | Provincia de Chubut                        | 810 km²          | El lago se seca y se vuelve a llenar de agua |
| Laguna de Llancanelo              | Provincia de Mendoza                       | 650 km²          |                                              |
| Lago Nahuel Huapi                 | Provincia de Río Negro y Neuquén           | 557 km²          |                                              |
| Lago Fagnano                      | Provincia de Tierra del Fuego              | 551,3 km²        | Compartido con Chile (sup. total 590,3 km²)  |
| Lago O'Higgins/San Martín         | Provincia de Santa Cruz                    | 504 km²          | Compartido con Chile (sup. total 1058 km²)   |
| Lago Cardiel                      | Provincia de Santa Cruz                    | 458 km²          |                                              |
| Lago Musters                      | Provincia de Chubut                        | 434 km²          |                                              |
| Lago Cochrane/Pueyrredón          | Provincia de Santa Cruz                    | 145 km²          | Compartido con Chile (320 km²)               |
| Lago Strobel                      | Provincia de Santa Cruz                    | 120 km²          |                                              |
| Lago Huechulaufquen               | Provincia de Neuquén                       | 84 km²           |                                              |
| Lago Fontana                      | Provincia de Chubut                        | 79 km²           |                                              |
| Lago Traful                       | Provincia de Neuquén                       | 70 km²           |                                              |

## Humedales
Los humedales cubren un área aproximada de 600 000 km², algo más del 20% de la superficie de Argentina. Los de mayor extensión están ubicados en el noreste del país, la región mesopotámica y las llanuras chaqueñas y pampeanas. El manejo y conservación de los humedales y sistemas asociados están legislados por la Ley 23.919 sancionada en 1991, y actualizada por la Ley 25.335 del 2000.
Los humedales son ecosistemas frágiles, susceptibles de ser alterados profundamente por la acción humana. Durante décadas, los humedales fueron drenados con el objeto de ampliar las áreas urbanas o permitir el avance de la frontera agropecuaria. Paralelamente, la actividad en las zonas cercanas degrada el ecosistema. La utilización de agroquímicos en áreas agrícolas, la deforestación y la descarga de contaminantes o desechos industriales son algunos de los factores de impacto. En especial en la región pampeana, estas acciones produjeron un importante deterioro de los sistemas, con las consecuencias de alteración de la regulación natural de inundaciones y pérdida de biodiversidad.
En 2019, 23 humedales en Argentina están registrados como sitios Ramsar dentro de la lista de humedales de importancia internacional, la mayoría de ellos con algún grado de conflicto respecto de la tenencia y utilización.
| Nombre                                            | Provincia/s               | Superficie (ha) | Ubicación (aprox.)                 |
| ------------------------------------------------- | ------------------------- | --------------- | ---------------------------------- |
| Bahía de Samborombón                              | Buenos Aires              | 243 965         | 36°15′S 57°15′O / -36.250, -57.250 |
| Bañados del Río Dulce y Laguna de Mar Chiquita    | Córdoba                   | 996 000         | 30°22′S 62°46′O / -30.367, -62.767 |
| Delta del Paraná                                  | Santa Fe Entre Ríos       | 243 126         | 32°16′S 60°43′O / -32.267, -60.717 |
| Glaciar Vinciguerra y turberas asociadas          | Tierra del Fuego          | 2760            | 54°44′S 68°20′O / -54.733, -68.333 |
| Humedales Chaco                                   | Chaco                     | 508 000         | 27°19′S 58°49′O / -27.317, -58.817 |
| Humedales de Península de Valdés                  | Chubut                    | 42 695          | 42°27′S 64°17′O / -42.450, -64.283 |
| Humedal Laguna Melincué                           | Santa Fe                  | 92 000          | 33°43′S 61°30′O / -33.717, -61.500 |
| Jaaukanigás                                       | Santa Fe                  | 492 000         | 28°45′S 59°15′O / -28.750, -59.250 |
| Laguna Blanca                                     | Neuquén                   | 11 250          | 39°01′S 70°21′O / -39.017, -70.350 |
| Laguna de Llancanelo                              | Mendoza                   | 65 000          | 35°45′S 69°07′O / -35.750, -69.117 |
| Laguna de los Pozuelos                            | Jujuy                     | 16 224          | 22°19′S 65°58′O / -22.317, -65.967 |
| Lagunas altoandinas y puneñas de Catamarca        | Catamarca                 | 1 228 175       | 26°52′S 67°55′O / -26.867, -67.917 |
| Lagunas de Guanacache, Desaguadero y del Bebedero | Mendoza San Juan San Luis | 962 370         | 33°00′S 67°36′O / -33.000, -67.600 |
| Lagunas de Vilama                                 | Jujuy                     | 157 000         | 22°36′S 66°55′O / -22.600, -66.917 |
| Lagunas y Esteros del Iberá                       | Corrientes                | 24 550          | 28°31′S 57°09′O / -28.517, -57.150 |
| Palmar Yatay                                      | Entre Ríos                | 21 450          | 31°52′S 58°19′O / -31.867, -58.317 |
| Parque provincial El Tromen                       | Neuquén                   | 30 000          | 37°04′S 70°06′O / -37.067, -70.100 |
| Reserva Costa Atlántica de Tierra del Fuego       | Tierra del Fuego          | 28 600          | 53°19′S 68°30′O / -53.317, -68.500 |
| Reserva Ecológica Costanera Sur                   | Ciudad de Buenos Aires    | 353             | 34°37′S 58°21′O / -34.617, -58.350 |
| Reserva natural Otamendi                          | Buenos Aires              | 3000            | 34°14′S 58°52′O / -34.233, -58.867 |
| Reserva natural Villavicencio                     | Mendoza                   | 62 244          | 32°35′S 69°00′O / -32.583, -69.000 |
| Reserva provincial Laguna Brava                   | La Rioja                  | 405 000         | 28°24′S 69°04′O / -28.400, -69.067 |
| Rio Pilcomayo                                     | Formosa                   | 51 889          | 25°30′S 58°30′O / -25.500, -58.500 |

## Acuíferos
Varios de los más importantes sistemas de aguas subterráneas en Argentina son acuíferos transfronterizos, como el Guaraní, un extenso reservorio compartido con Brasil, Uruguay y Paraguay, o el sistema Toba-Yrendá-Tarijeño, cuyo mayor volumen se encuentra en Argentina y se extiende bajo el oeste de Paraguay y el sur de Bolivia.
La porción argentina del acuífero Guaraní se extiende 225 500 km² aproximadamente, o con cuerpos de agua superficiales como la laguna Mar Chiquita y los esteros del Iberá.
El acuífero Toba, la parte argentina del sistema Toba-Yrendá-Tarijeño, ocupa un área de unos 210 000 km² aproximadamente del subsuelo de las provincias de Salta, Jujuy, Tucumán, Formosa, Chaco y Santiago del Estero lo que representa un 25% de la región geológica chacopampeana. Este reservorio es de gran importancia dadas las condiciones de escasez de agua en una zona caracterizada por su clima semiárido cálido. Este acuífero es de gran importancia para las poblaciones de la región. Se estima que solo en el área de Termas de Río Hondo existen unas 4000 perforaciones para la extracción de agua del acuífero.
El acuífero Puelche o Puelches se extiende bajo la zona sur de la provincia de Santa Fe, este de Córdoba y noreste de la provincia de Buenos Aires, hasta la bahía de Samborombón. Con una superficie de unos 70 000 km² y a una profundidad variable entre los 40 y los 90 metros, abastece las demandas de agua de unos 10 000 000 de habitantes. El acuífero Puelche es la segunda napa, por debajo del acuífero Pampeano, en la actualidad inutilizado.
Bajo la zona norte de la provincia de Chubut se encuentra el acuífero Sacanana, una cuenca de 5500 km² que alberga una reserva de agua de buena calidad estimada en unos 3000 hm³ a profundidades de entre 5 y 30 metros.